# Chapelle Saint-Materne de Namur
Cette chapelle Saint-Materne est un édifice religieux catholique situé dans la rue Notre-Dame, au pied de la Citadelle, à Namur (Belgique). Construite en 1899, cette chapelle de style néo-gothique remplace l'ancienne collégiale Notre-Dame, qui fut détruite au début du XIXe siècle. En 2004, la chapelle devient l'église paroissiale Notre-Dame, remplaçant l'église Notre-Dame d'Harscamp lorsque celle-ci fut désacralisée.

## Histoire
Si la chapelle Saint-Materne actuelle est récente – construite à la fin du XIXe siècle – elle évoque un oratoire (aujourd’hui disparu) qui selon une ancienne tradition fut érigé au pied de la citadelle par saint Materne lui-même.
La collégiale Notre-Dame construite ans doute au IVe siècle, église paroissiale de la paroisse Saint-Michel (peut-être la première paroisse de Namur) desservait le quartier du Grognon (berceau de la ville de Namur). Elle se trouvait près de la porte Notre-Dame (première enceinte de la ville), par laquelle entraient à Namur les voyageurs venant de Dinant.
La collégiale fut détruite en 1803 par les autorités révolutionnaires françaises « en vue d’agrandir la voirie. » La rue qui porte son nom (rue Notre-Dame) en garde le souvenir. Les besoins pastoraux du quartier font qu’un nouvel édifice est construit à la fin du XIXe siècle et consacrée par Mgr Jean-Baptiste Decrolière en juillet 1895. La crypte d'origine et quelques vestiges de la nef de l'ancienne église collégiale Notre-Dame sont toujours visibles à l'arrière de la chapelle. 